# Börje Claesson
Börje Claes Sigge Claesson, född 14 april 1941 i Bredaryd, Jönköpings län, är en svensk entreprenör som driver kristna TV-kanalen Kanal 10 och pastor verksam i Citykyrkan i Älmhult.
Börje Claesson växte upp i Bredaryd och tog tillsammans med en bror över faderns belysningsfabrik, men efter att ha förlorat en storkund var fabrikens tid över och Börje Claesson flyttade till Norrland för att där driva bolag inom belysningsbranschen. Nya lampmodeller, designade av Börje Claes, uppmärksammades i internationell designpress.
Claesson värvades 1983 av Ikea för att bli företagets produktchef och familjen flyttade till Älmhult. Claesson blev kvar hos Ikea i fem år och befordrades till sortimentschef. Han var sedan VD för en industri i Vilhelmina. Från 1994 drev han bolag inom telefonkatalogbranschen. Efter konkurs 1998 startade han en telefonkatalog på internet, en framgångsrik satsning som låg rätt i tiden och gav god vinst vid försäljningen 2004. Han kunde därmed förvärva Kanal 10 där han själv även medverkar i rutan. Han är också pastor i Citykyrkan, Älmhult, som bedriver pionjärarbete på flera platser samt arrangerar Jesusfestivalen sedan slutet av 1990-talet. Claesson har flera olika bolag och är ansvarig utgivare för tidningen Inblick.
Han gifte sig 1964 med Britt Bäckrud (född 1943). Makarna har sju barn: Peter (född 1965), Tommy (född 1967), svärfar till musikern Jonathan Thulin, Joakim (född 1968), Kathrin (född 1970), Carl-Johan (född 1972), Andreas (född 1977), gift med låtskrivaren Jeanette Thulin Claesson, och Fredrik (född 1982). Flera av barnen är engagerade i medieföretagen som Börje Claesson driver.